# Ufficio I del comando supremo
Allo scoppio della prima guerra mondiale, il 24 maggio 1915 venne costituito il Comando supremo militare italiano, nel quale fu incorporato il precedente complesso di intelligence militare denominato Ufficio Informazioni (Ufficio I), che rimase in vita fino al 16 ottobre 1916, quando fu scisso nel Servizio informazioni (Servizio "I") e nell'Ufficio informazioni truppe operanti (Ufficio I.T.O.).

## Organizzazione dell'Ufficio "I"
- Comando supremo militare italiano
  - Reparto operazioni
    - Ufficio informazioni (Ufficio "I")
      - Segreteria
      - 1ª Sezione informazioni (competente sul fronte Giuliocarnico)
      - 2ª Sezione informazioni (competente sul fronte Tirolo-Tridentino)
      - 3ª Sezione informazioni
        - Servizio controspionaggio
        - Servizio polizia militare

      - 4ª Sezione informazioni
        - Servizio cifra
        - Sezione stampa
        - Nucleo traduttori e interpreti
        - Nucleo ufficiali a disposizione
        - Reparto crittografico

## Sedi dell'Ufficio "I"
| Tipologia                            | Indirizzo                                | Comune | Provincia | Regione               | Posizionamento              | Note                                                        | Stato                                             |
| ------------------------------------ | ---------------------------------------- | ------ | --------- | --------------------- | --------------------------- | ----------------------------------------------------------- | ------------------------------------------------- |
| * Ufficio "I" - Ufficio informazioni | Piazza Umberto I (oggi Piazza 1º Maggio) | Udine  | UD        | Friuli-Venezia Giulia | 46°03′58.92″N 13°14′22.32″E | Trasferito a Treviso all'inizio della disfatta di Caporetto | In attività dal 24 maggio 1915 al 16 ottobre 1916 |

## Comandanti dell'Ufficio "I"
- (24 maggio 1915 - ottobre 1915): colonnello Rosolino Poggi
- (ottobre 1915 - 16 ottobre 1916): colonnello Giovanni Garruccio